# Jana Tichá
Jana Tichá (1965 –) es una astrónoma checa, prolífica descubridora de asteroides.
Estudió en la Universidad de Economía de Viena en Praga, donde se graduó en 1987. Desde 1992 es directora del observatorio de Kleť, cerca de České Budějovice, al sur de la República Checa. Bajo su dirección, el programa de observación de asteroides y cometas ha sido modernizado, añadiendo un nuevo telescopio destinado al seguimiento de asteroides cercanos a la Tierra y otros asteroides y cometas de trayectorias insólitas.
Está especializada en los descubrimientos de asteroides y cometas, especialmente los objetos próximos a la Tierra (NEO, por sus siglas en inglés). Desde el año 2000 pertenece al Comité sobre la nomenclatura de los cuerpos pequeños de la Unión Astronómica Internacional, que se encarga de aprobar los nombres de los asteroides. Preside dicho comité desde 2003.
Se encuentra muy involucrada en las labores de divulgación de la astronomía en su país. Es una de las mayores colaboradoras en los servidores web checos sobre asteroides y cometas.

## Asteroides descubiertos
La lista de los asteroides descubiertos o codescubiertos por Tichá (54) es la siguiente:
| Asteroide                | Desig. Provisional | Fecha descubrimiento     | Colaborador     |
| ------------------------ | ------------------ | ------------------------ | --------------- |
| (7441) Láska             | 1995 OZ            | 30 de julio de 1995      | con Miloš Tichý |
| (7493) Hirzo             |                    | 24 de octubre de 1995    |                 |
| (7608) Telegramia        |                    | 22 de octubre de 1995    |                 |
| (8307) Peltan            |                    | 5 de marzo de 1995       |                 |
| (8572) Nijo              | 1996 UG1           | 19 de octubre de 1996    | con Miloš Tichý |
| (10234) Sixtygarden      | 1997 YB8           | 27 de diciembre de 1997  | con Miloš Tichý |
| (10403) Marcelgrün       | 1997 WU3           | 22 de noviembre de 1997  | con Miloš Tichý |
| (10872) Vaculík          | 1996 TJ9           | 12 de octubre de 1996    | con Miloš Tichý |
| (11105) Puchnarová       |                    | 24 de octubre de 1995    |                 |
| (11128) Ostravia         |                    | 3 de noviembre de 1996   | con Miloš Tichý |
| (11141) Jindrawalter     |                    | 12 de enero de 1997      | con Miloš Tichý |
| (11144) Radiocommunicata |                    | 2 de febrero de 1997     | con Miloš Tichý |
| (11338) Schiele          |                    | 13 de octubre de 1996    | con Miloš Tichý |
| (12833) Kamenný Újezd    |                    | 2 de febrero de 1997     | con Miloš Tichý |
| (13229) Echion           |                    | 2 de noviembre de 1997   | con Miloš Tichý |
| (13792) Kuščynskyj       |                    | 7 de noviembre de 1998   | con Miloš Tichý |
| (14068) Hauserová        |                    | 21 de abril de 1996      | con Miloš Tichý |
| (15399) Hudec            |                    | 2 de noviembre de 1997   | con Miloš Tichý |
| (16083) Jorvik           |                    | 12 de octubre de 1999    | con Miloš Tichý |
| (16709) 1995 SH5         | 1995 SH5           | 29 de septiembre de 1995 |                 |
| (16794) Cucullia         |                    | 2 de febrero de 1997     | con Miloš Tichý |
| (18841) Hruška           |                    | 6 de septiembre de 1999  | con Miloš Tichý |
| (19384) Winton           |                    | 6 de febrero de 1998     | con Miloš Tichý |
| (20164) Janzajíc         |                    | 9 de noviembre de 1996   | con Miloš Tichý |
| (21270) Otokar           |                    | 19 de julio de 1996      | con Miloš Tichý |
| (21873) Jindřichůvhradec |                    | 29 de octubre de 1999    | con Miloš Tichý |
| (22442) Blaha            |                    | 14 de octubre de 1996    | con Miloš Tichý |
| (25258) Nathaniel        |                    | 7 de noviembre de 1998   | con Miloš Tichý |
| (26314) Škvorecký        |                    | 16 de octubre de 1998    | con Miloš Tichý |
| (26340) Evamarková       |                    | 13 de diciembre de 1998  | con Miloš Tichý |
| (26969) Biver            |                    | 20 de septiembre de 1997 | con Miloš Tichý |
| (27087) Tillmannmohr     |                    | 24 de octubre de 1998    | con Miloš Tichý |
| (28220) York             |                    | 28 de diciembre de 1998  | con Miloš Tichý |
| (29477) Zdíkšíma         |                    | 31 de octubre de 1997    | con Miloš Tichý |
| (29738) Ivobudil         |                    | 23 de enero de 1999      | con Miloš Tichý |
| (31232) 1998 CF          | 1998 CF            | 1 de febrero de 1998     | con Miloš Tichý |
| (35446) Stáňa            |                    | 6 de febrero de 1998     | con Miloš Tichý |
| (35977) Lexington        |                    | 3 de julio de 1999       | con Miloš Tichý |
| (35978) Arlington        |                    | 5 de julio de 1999       | con Miloš Tichý |
| (38246) 1999 PL44        | 1999 PL4           | 14 de agosto de 1999     | con Miloš Tichý |
| (40206) Lhenice          |                    | 26 de septiembre de 1998 | con Miloš Tichý |
| (44597) Thoreau          |                    | 6 de agosto de 1999      | con Miloš Tichý |
| (46692) Taormina         |                    | 2 de febrero de 1997     | con Miloš Tichý |
| (47144) Faulkes          |                    | 7 de agosto de 1999      | con Miloš Tichý |
| (47294) Blanský les      |                    | 28 de noviembre de 1999  | con Miloš Tichý |
| (48794) Stolzová         |                    | 5 de octubre de 1997     | con Miloš Tichý |
| (50413) Petrginz         |                    | 27 de febrero de 2000    | con Miloš Tichý |
| (52665) Brianmay         |                    | 30 de enero de 1998      | con Miloš Tichý |
| (53093) La Orotava       |                    | 28 de diciembre de 1998  | con Miloš Tichý |
| (55082) Xlendi           |                    | 25 de agosto de 2001     | con Miloš Tichý |
| (56329) Tarxien          |                    | 28 de noviembre de 1999  | con Miloš Tichý |
| (85573) 1998 CE          | 1998 CE            | 1 de febrero de 1998     | con Miloš Tichý |
| (85574) 1998 CG          | 1998 CG            | 1 de febrero de 1998     | con Miloš Tichý |
| (91007) 1998 BL30        | 1998 BL30          | 30 de enero de 1998      | con Miloš Tichý |

## Reconocimientos
El asteroide (5757) Ticha fue denominado así en homenaje suyo y el (8307) Peltan fue denominado así por el nombre de su familia (su nombre de soltera). Asimismo ha sido la encargada de proponer el nombre para numerosos asteroides.